# Genshō
Cesarzowa Genshō (jap. 元正天皇 Genshō tennō; ur. 680, zm. 748) — 44. cesarzowa-władczyni Japonii,  według tradycyjnego porządku dziedziczenia.
Genshō panowała w latach 715-724.
Mauzoleum cesarzowej Genshō znajduje się w Narze.  Nazywa się Nahoyama-no-nishi no misasagi.